# أدام درة سي سفلي
أدام درة سي سفلي (بالإنجليزية: Adam Darrehsi-ye Sofla)‏ هي مستوطنة تقع في قسم انغوت الغربي الريفي (مقاطعة غرمي) في إيران. يقدر عدد سكانها بـ 35 نسمة .